# Józef Jan Stempkowski
Józef Jan Stempkowski (Stępkowski) (XVIII-XIX w.) – generał major armii koronnej.
Był synem Józefa Gabriela, generała lejtnanta wojsk koronnych, pod którego rozkazami pełnił służbę w dywizji ukraińskiej, awansując do pułkownika 5 regimentu pieszego.
W 1792 brał udział w walkach przeciwko interwencji rosyjskiej, m.in. w pod Boruszkowcami i Zieleńcami, jednakże pomimo zwycięstwa targowiczan pozostał w służbie, uzyskując patent generalski.
Po upadku Polski przeszedł na służbę do armii rosyjskiej.